# Stefano Gross
Pour les articles homonymes, voir Gross.
Stefano Gross, né le 4 septembre 1986 à Bolzano, est un skieur alpin italien. Spécialiste du slalom, il remporte une manche de la Coupe du monde début 2015.

## Biographie
Actif dans les courses officielles depuis 2001, il prend part aux Championnats du monde junior 2005 et 2006, terminant respectivement huitième et quatrième du slalom.
Stefano Gross participe à sa première course en Coupe du monde en décembre 2008 lors d'un slalom à Alta Badia. Il marque ses premiers points en février 2009 en slalom à Garmisch-Partenkirchen. Son premier podium date de janvier 2012 avec une troisième place au slalom d'Adelboden, avant de monter sur des podiums à Schladming et Bansko, qui contribue à son cinquième rang au classement de la spécialité, soit le meilleur de sa carrière. En Coupe du monde de ski alpin, il n'a pour l'heure participé à aucune autre discipline que le slalom. Il signe sa première victoire lors du slalom d'Adelboden le 11 janvier 2015. En confiance, il décroche deux deuxièmes places le même mois en slalom à Wengen et Schladming. En 2015-2016, l'Italien connaît la troisième place à trois reprises, sur les slaloms de Wengen et Kranjska Gora, ainsi que sur le City Event (parallèle) à Stockholm. Il est encore deux fois sur le podium l'hiver suivant.
Son dernier et douzième podium date de décembre 2019, lorsqu'il termine troisième du slalom de Val d'Isère.
Aux Jeux olympiques de 2014, à Sotchi, il échoue à la quatrième du podium en slalom à cinq centièmes du podium. Aux Jeux olympiques de Pyeongchang en 2018, il termine seulement seizième du slalom.
Il compte cinq participations aux Championnats du monde entre 2011 et 2019, obtenant deux top dix, 9e en 2017 et 10e en 2019, à chaque fois en slalom. S'il ne termine pas le slalom aux Championnats du monde 2021 à Cortina d'Ampezzo, il remporte le championnat d'Italie dans la discipline cette année.

## Palmarès

### Jeux olympiques d'hiver
| Épreuve / Édition | Sotchi 2014 | Pyeongchang 2018 |
| Slalom            | 4e          | 16e              |

### Championnats du monde
| Épreuve / Édition | Garmisch-Partenkirchen 2011 | Schladming 2013 | Beaver Creek 2015 | Saint-Moritz 2017 | Åre 2019 | Cortina d'Ampezzo 2021 |
| Slalom            | 22e                         | 11e             | Abandon           | 9e                | 10e      | Abandon                |

### Coupe du monde
- Meilleur classement général : 16e en 2015.
- Meilleur classement en slalom : 5e en 2012.
- 12 podiums, dont 1 victoire.

#### Détail de la victoire
| Saison / Épreuve | Slalom    | Total |
| 2015             | Adelboden | 1     |
| Total            | 1         | 1     |

#### Classements par saison
| Saison / Classement | Saison / Classement | Général | Général | Descente | Descente | Slalom | Slalom | Géant  | Géant  | Super G | Super G | Combiné | Combiné |
| ------------------- | ------------------- | ------- | ------- | -------- | -------- | ------ | ------ | ------ | ------ | ------- | ------- | ------- | ------- |
| Saison / Classement | Saison / Classement | Class.  | Points  | Class.   | Points   | Class. | Points | Class. | Points | Class.  | Points  | Class.  | Points  |
| 2009                | 2009                | 142e    | 6       | -        | -        | 61e    | 6      | -      | -      | -       | -       | -       | -       |
| 2010                | 2010                | 129e    | 10      | -        | -        | 51e    | 10     | -      | -      | -       | -       | -       | -       |
| 2011                | 2011                | 104e    | 42      | -        | -        | 36e    | 42     | -      | -      | -       | -       | -       | -       |
| 2012                | 2012                | 25e     | 427     | -        | -        | 5e     | 427    | -      | -      | -       | -       | -       | -       |
| 2013                | 2013                | 36e     | 188     | -        | -        | 12e    | 188    | -      | -      | -       | -       | -       | -       |
| 2014                | 2014                | 45e     | 165     | -        | -        | 13e    | 165    | -      | -      | -       | -       | -       | -       |
| 2015                | 2015                | 16e     | 430     | -        | -        | 6e     | 430    | -      | -      | -       | -       | -       | -       |
| 2016                | 2016                | 28e     | 345     | -        | -        | 6e     | 345    | -      | -      | -       | -       | -       | -       |
| 2017                | 2017                | 21e     | 345     | -        | -        | 7e     | 345    | -      | -      | -       | -       | -       | -       |
| 2018                | 2018                | 32e     | 274     | -        | -        | 9e     | 274    | -      | -      | -       | -       | -       | -       |
| 2019                | 2019                | 59e     | 116     | -        | -        | 20e    | 116    | -      | -      | -       | -       | -       | -       |
| 2020                | 2020                | 82e     | 76      | -        | -        | 27e    | 76     | -      | -      | -       | -       | -       | -       |
| 2021                | 2021                | 76e     | 85      | -        | -        | 27e    | 85     | -      | -      | -       | -       | -       | -       |

### Coupe d'Europe
- 4e du classement de slalom en 2010.
- 9 podiums, dont 1 victoire.

### Jeux mondiaux militaires
- Sotchi 2017 :
  -  Médaille d'or du slalom.

### Championnats d'Italie
- Vainqueur du slalom en 2014[2] et 2021.